# Prix de la revue Études françaises
Le prix de la revue Études françaises couronne une contribution exceptionnelle à la réflexion sur la littérature et sur l’écriture de langue française, et soutient, comme cette revue le fait dans ses propres pages depuis sa naissance, le dialogue entre la recherche et la création littéraires. Il a été créé en février 1967, à l’initiative du deuxième directeur d'Études françaises, M. Georges-André Vachon, et grâce à la générosité d’un important imprimeur montréalais, M. Joseph-Alexandre Therrien, qui fut très actif dans les domaines de la littérature et de l’édition savante.
La revue Études françaises, qui s’intéresse à toutes les littératures écrites en français, et les Presses de l’Université de Montréal, son éditeur depuis 1965, décernent conjointement ce prix, remis entre 1968 et 1980 à des auteurs du Québec ou de la francophonie. Des œuvres romanesques, des recueils de nouvelles ou de poésie, et des essais ont été couronnés durant cette période. Après une interruption d’une quinzaine d’années, le prix a été relancé en 1995. Comme à son origine, il est accordé, en principe tous les deux ans, à un auteur québécois, ou français, ou de la francophonie, pour une œuvre inédite, acceptée sur manuscrit, sélectionnée par un jury. Cette procédure contribue à son originalité. Le prix est d’une valeur de 5 000 $.

## Historique
Remis pour la première fois en février 1968 à Ahmadou Kourouma pour Les soleils des indépendances, republié par les éditions du Seuil deux ans plus tard, puis à Gaston Miron pour L’homme rapaillé, dont il permet la première édition en avril 1970, le prix de la revue Études françaises couronne tous les deux ou trois ans (avec une éclipse entre 1981 et 1994) un écrivain de langue française.
Le prestige de ses différents lauréats lui assure une forte reconnaissance, comme l’attestent les autres prix qui ont été attribués par la suite à plusieurs des ouvrages récompensés, les nombreuses rééditions de ces ouvrages ainsi que les multiples comptes rendus dont ils ont fait l’objet (voir ci-dessous les notes et références).
Le prix est aujourd'hui financé par les Presses de l’Université de Montréal. Son comité est composé du directeur scientifique ou du directeur général des Presses de l’Université de Montréal, du directeur ou de la directrice, d’un ancien directeur ou d'une ancienne directrice, et d’un membre du comité éditorial de la revue Études françaises.

## Jury
En 1967-1968, le jury était constitué des personnalités suivantes : Georges-André Vachon, directeur de la revue, Danielle Ros, directrice des Presses de l'Université de Montréal, Jacques Brault, membre du comité de rédaction, Naïm Kattan et Paul-Marie Lapointe.
En 1970, le jury était constitué des personnalités suivantes : Georges-André Vachon, directeur de la revue, Danielle Ros, directrice des Presses de l'Université de Montréal, Jacques Brault, membre du comité de rédaction, Naïm Kattan et Paul-Marie Lapointe.
En 2019, le jury était constitué des personnalités suivantes : Élisabeth Nardout-Lafarge, directrice de la revue, Patrick Poirier, directeur général des Presses de l'Université de Montréal, Marie-Pascale Huglo, Francis Gingras, ancien directeur de la revue.
En 2022, le jury était constitué des personnalités suivantes : Stéphane Vachon, directeur de la revue, Patrick Poirier, directeur général des Presses de l’université de Montréal, Laurence Monnais, directrice scientifique des Presses de l’université de Montréal, Marie-Pascale Huglo, Élisabeth Nardout-Lafarge, ancienne directrice de la revue.
En 2024, le jury était constitué des personnalités suivantes : Stéphane Vachon, directeur, et Fabrice C. Bergeron, secrétaire de rédaction de la revue, Patrick Poirier, directeur général des Presses de l’université de Montréal, Marie-Pascale Huglo, Élisabeth Nardout-Lafarge, ancienne directrice de la revue.

## Lauréats
- 1968 : Ahmadou Kourouma pour Les soleils des indépendances[4],[5],[6]
- 1970 : Gaston Miron pour L’homme rapaillé[7],[8],[9],[10]
- 1971 : Juan Garcia pour Corps de gloire[11],[12],[13],[14],[15]
- 1973 : Michel Beaulieu pour Variables[16],[17],[18]
- 1974 : Fernand Ouellette pour Journal dénoué[19],[20],[21],[22],[23],[24],[25]
- 1976 : Jean-Yves Soucy pour Un dieu chasseur[26],[27],[28],[29]
- 1980 : Makombo Bamboté pour Nouvelles de Bangui[30],[31],[32]
- 1995 : Édouard Glissant pour Introduction à une Poétique du Divers[33],[34]
- 1997 : Suzanne Jacob pour La bulle d’encre[35]
- 1999 : Assia Djebar pour Ces voix qui m’assiègent... en marge de ma francophonie[36],[37]
- 2001 : André Major pour Le sourire d’Anton ou l’adieu au roman[38],[39],[40],[41],[42]
- 2003 : Pierre Vadeboncœur pour Le pas de l’aventurier. À propos de Rimbaud[43],[44],[45],[46],[47]
- 2005 : Laurent Mailhot pour Plaisirs de la prose[48],[49],[50],[51],[52],[53]
- 2007 : Georges Leroux pour Partita pour Glenn Gould. Musique et forme de vie[54],[55]
- 2009 : Hélène Dorion pour L’étreinte des vents[56],[57]
- 2011 : Normand Chaurette pour Comment tuer Shakespeare[58],[59],[60],[61],[62],[63],[64],[65]
- 2014 : Louis Hamelin pour Fabrications. Essai sur la fiction et l’histoire[66],[67],[68],[69],[70]
- 2019 : Marie-Claire Blais pour À l'intérieur de la menace[71],[72],[73],[74],[75]
- 2022 : Maylis de Kerangal pour Un archipel. Fiction, récits, essais[76],[77],[78],[79]
- 2024 : Ouanessa Younsi pour Soigner, écrire[80],[81],[82]